# 王任叔
王任叔（1901年10月19日—1972年7月25日），笔名巴人等，男，浙江奉化人，中国现代作家、文学评论家、历史学家。

## 生平
王任叔是浙江省宁波市奉化区大堰镇大堰村人。8岁上学。1915年考入浙江省立第四师范学校，五四运动时任宁波学生联合会秘书。1920年毕业后在镇海、鄞县、慈溪、奉化等地小学任教，其间，参加当地进步团体剡社。1922年5月开始发表文学作品，并由郑振铎介绍加入文学研究会。1924年完成短篇小说杰作《河豚子》，以极短的篇幅，平淡的语言对描绘了当时挣扎在死亡边缘的农村百姓的绝望与无助，控诉了社会的黑暗与荒诞。同年他的长诗《洪炉》修订完毕。1925年开始主编剡社月刊《新奉化》，11月小说《疲惫者》在《小说月报》发表，引起文化界重视。
1926年7月去广州，任国民革命军总司令部秘书处机要科秘书、代科长，转为中国共产党党员，曾将机密材料告知共产党。次年6月被捕，由莊崧甫保释。同年第一本短篇小说集《监狱》出版。1929年1月去日本，研究社会科学与普罗文学。10月日本当局逮捕中国进步留学生和共产党人，被迫回国。翌年在上海参与发起中国自由运动大同盟，参加中国左翼作家联盟。1931年4月第二次被捕，被判处有期徒刑6个月，与中国共产党失去联系。1935年因《娜拉》案牵连，第三次被捕，旋由毛思诚等保释。次年7月在上海参与发起中国文艺家协会，参加营救“七君子”的活动。
1937年任上海文化界救亡协会秘书长、参与夏衍创建的《救亡日报》的编辑工作，任编委。翌年重新加入中国共产党，任中共江苏省委文委委员。8月开始以巴人笔名发表文章，与许广平、郑振铎、胡愈之等共同编辑《鲁迅全集》。1939年春起领导上海文艺工作。1941年3月奉命去香港，7月赴新加坡，执教南洋华侨师范，与胡愈之、郁达夫等领导文化界开展反法西斯斗争。1942年2月与雷德容等飘泊到印度尼西亚苏门答腊。1943年遭侵印尼日军通缉，隐居原始丛林中泅拉巴耶小村，以刀耕火种维生。日本投降后，参加苏岛华侨民主同盟，主编《前进周刊》、中文和印尼文版的《民主日报》(1945年創辦)，写成大型话剧《五祖庙》，并为对被杀害的郁达夫撰写悼文，要求严惩凶手。1947年7月被荷兰军队逮捕，经组织营救获释，10月到香港。
1948年8月奉命去河北省平山县，任中共中央统战部第三室综合研究组组长等职。翌年出席全国第一次文学艺术工作者代表大会、政治协商会议第一次全体会议。1950年任中华人民共和国驻印度尼西亚特命全权大使。1950国庆节，出席爱国华侨在巴达维亚中学广场举行的庆祝大会，对出席的华侨群众讲话，台前桌上放了几瓶开了盖的汽水，王大使手拿起一瓶，直接喝了一口，然后继续讲话。喝饮料这一幕被台湾当局在印尼当地的《天声日报》的记者拍照并登报。
1952年1月被调回国，任外交部党组成员、政策研究委员会委员。1954年杂文集《文学论稿》问世，对官僚主义教条主义进行了批评。同年4月调任人民文学出版社副社长、总编辑，1957年任社长兼党委书记，为出版社的发展扩大作了大量的工作，曾积极参与“反右倾”运动，主持了冯雪峰、聂绀弩等的批判。
1959年康生点名批评巴人，指出巴人和蒋介石是同乡，且巴人曾在国民党任职，从而导致巴人作为文学界的代表人物，与史学界的尚钺，经济学界孙冶方开始共同受严重批判，撤销党内外一切职务。被剥夺文学创作权利后，他转向史学研究。于1966年初完成160万字史学专著《印度尼西亚历史》的初稿。“文化大革命”中遭批斗、隔离审查。1966年被抄家，受尽折磨。1968年开始有大字报宣传巴人是郁达夫被害事件中向日本人告密的叛徒，使得巴人遭到更严重的迫害。1970年3月被遣返家乡，安置在村西头的两间旧茅屋里，严重的摧残使得他精神崩溃。1972年7月25日病逝。葬大堰村后山。
1979年6月巴人获得平反，恢复政治名誉。作品《巴人杂文选》、长篇历史小说《莽秀才造反记》及《印度尼西亚史》等相继出版。在大堰村北面瓦屋山脚的巴人墓重修，墓碑上刻着老友胡愈之题的“王任叔巴人同志之墓”大字。 2001年10月19日纪念王任叔诞辰100周年座谈会在北京中国现代文学馆召开。

## 作品

### 短篇小说集
- 《监狱》上海光華書局 1927
- 《破屋》上海生路社 1928
- 《殉》上海東泰圖書局 1928
- 《在没落中》上海樂華圖書公司 1930
- 《淒情》上海大光書店 1935
- 《鄉長先生》上海良友圖書公司 1936
- 《捉鬼篇》上海新城書局 1936
- 《流沙》上海商務印書館 1936
- 《皮包和煙斗》上海光明書局 1939
- 《十人集》上海世界書局 1939
- 《佳訊》上海商務印書館 1940
- 《靈魂受傷者》上海三通書局 1941
- 《霧》成都地球出版社
- 《龍厄》文化藝術出版社 1986

### 中篇小说
- 《阿贵流浪记》上海光華書局 1928

### 长篇小说
- 《证章》 上海文學出版社 1936, 上海新文藝出版社 1957
- 《某夫人》 武漢日報社 1935, 黑龍江人民出版社 1984
- 《衝突》 黑龍江人民出版社 1983
- 《莽秀才造反记》 人民文學出版社 1984
- 《女工秋菊》 北方文藝出版社 1986

### 文学理论
- 《巴人文艺论集》人民文學出版社 1984
- 《文学论稿》上海新文藝出版社 1954
- 《文艺短论》重慶生活書店 1938, 上海珠林書店 1939
- 《文学初步》上海海燕書店 1950

### 杂文
- 《巴人杂文选》人民文學出版社 1985
- 《边风录》重慶讀書出版社 1943
- 《橫眉集》上海世界書局 1939

### 史学
- 《群島之國——印尼》 大連新中國書局 1949, 上海三聯書店 1949
- 《印度尼西亚古代史》(上、下冊) 中國社會科學出版社 1981
- 《印度尼西亞近代史》(上、下冊) 北京大學出版社 1995 ISBN 7-301-02626-9

### 劇本
- 《前夜》(四幕話劇) 香港海燕書店 1941
- 《兩代的愛》(五幕話劇) 香港海燕書店 1941
- 《楊達這個人》(五幕話劇) 上海海燕書店 1947
- 《五祖廟》(劇本、短篇小說合集) 花城出版社 1986

### 翻译
- 《弥尔塞的幻象》
- 《一个行路者死了》
- 《十二个牺牲者》
- 《耶奴朗斯之死》
- 《和平》
- 《赛跑》
- 《爪哇现代史》
- 《荷属东印度史》
- 《印度时代》
- 《女教师日记》
- 岩腾雪夫《鐵》人民書店 1939